# Mąka pszenżytnia
Mąką pszenżytnia, rodzaj mąki produkowanej z ziarna pszenżyta – sztucznej krzyżówki pszenicy oraz żyta. Łączy w sobie właściwości obu tych zbóż.  

## Właściwości
Mąka pszenżytnia jest produkowana; jako mąka oczyszczona, bielsza, oraz ciemna pełnoziarnista, powstała ze zmielenia całych ziaren wraz z otrębami. Jest bogata m.in. w białko, zawiera lizynę i treoninę, oraz skrobię i błonnik. Zawiera: 0,32 g tłuszczów nasyconych, 0,18 g tłuszczów jednonienasyconych, 0,79 g tłuszczów wielonienasyconych.
Pełnoziarnista mąka z pszenżyta zawiera mikroelementy i makroelementy. W mące znajduje się 2,00 mg sodu, 2,66 mg cynku, 0,56 mg miedzi, 4,19 mg manganu, oraz; 35,0 mg wapnia, 59 mg żelaza, 153 mg magnezu, 321 mg fosforu, 466 mg potasu.

## Wartości odżywcze
100g maki pszenżytniej posiada; 338 kcal, 13,2 g białka, 1,8 g tłuszczu, 73 g węglowodanów, 14,6 g błonnika

## Zastosowanie
Mąka pszenżytnia w latach 70. XX wieku w Stanach Zjednoczonych została zastosowana jako dodatek do wypieku chleba, jednak nadal jest mało popularna na świecie jako surowiec w piekarnictwie. Mimo że zawiera mniej glutenu niż mąka pszenna, jest niewskazana dla osób, chorych na celiakię oraz z nietolerancją glutenu. Służy m.in. do wypieku płaskich chlebów typu flatbread. W cukiernictwie jest stosowana do produkcji nie wymagających rośnięcia, m.in. herbatników, ciast piaskowych. Wykorzystuje się ją również do wypieku wafli i gofrów. Próby wykorzystania mąki pszenżytniej do produkcji makaronu nie przyniosły powodzenia. Mąka w piekarnictwie nie jest stosowana jako pełnowartościowy zamiennik mąki pszennej.

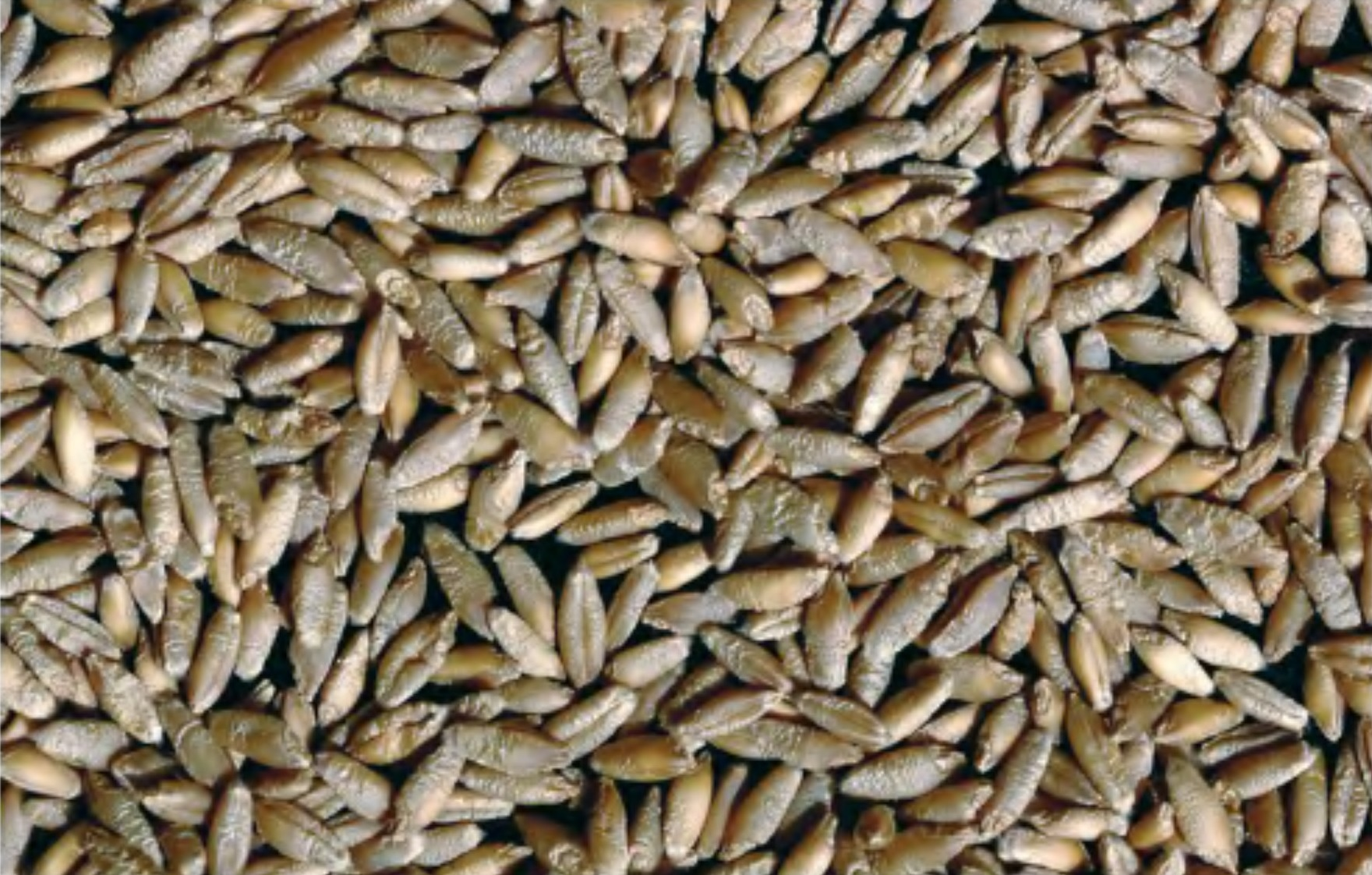
Ziarno pszenżyta na mąkę
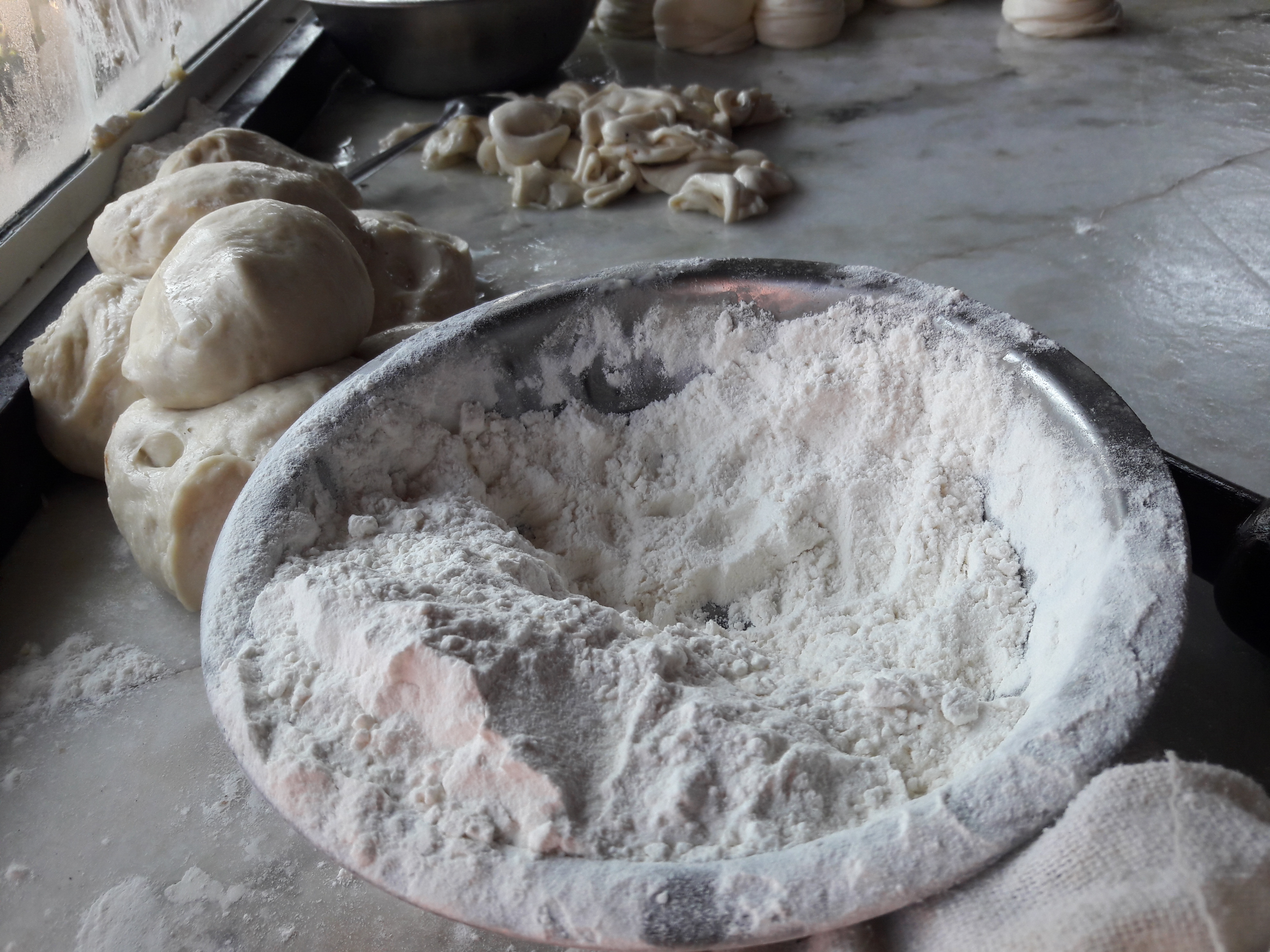
Mąka pszenżytnia oczyszczona.
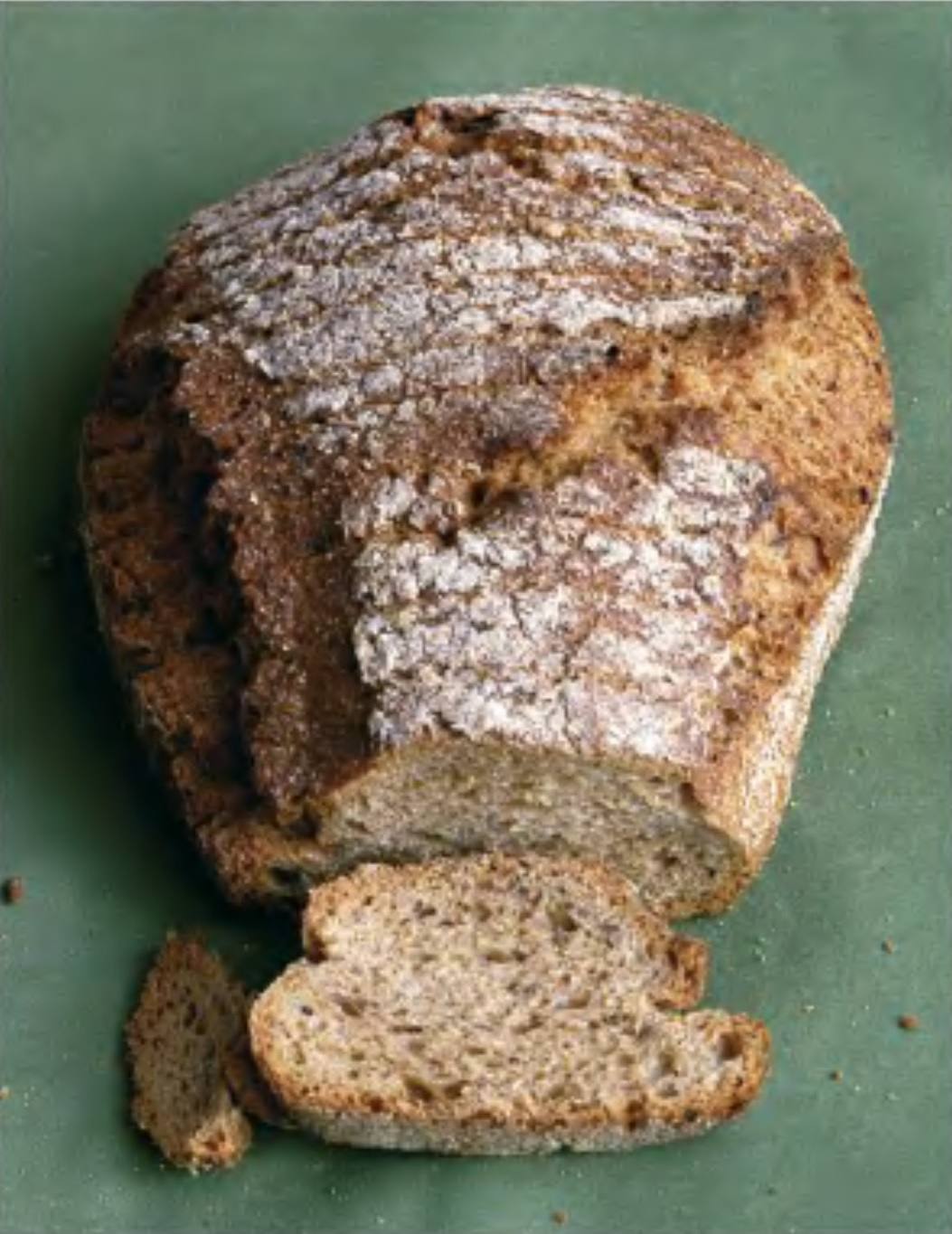
Chlebek typu flatbread.

Przeczytaj ostrzeżenie dotyczące informacji medycznych i pokrewnych zamieszczonych w Wikipedii.